# عزل ديناميكي
العزل الديناميكي نوع من العزل يلتقط فيه الهواء الخارجي البارد المتدفق عبر العزل الحراري في غلاف مبنى ما الحرارة من ألياف مادة العزل. يمكن تصميم المباني لتستغل هذا بهدف تقليل الضياعات الحرارية الناتجة عن الانتقال (قيمة معامل انتقال الحرارة الكلي)، ولتوفير هواء مدفأ مسبقًا خالٍ من التيارات (ساكن) للمساحات الداخلية. يعرف هذا باسم العزل الديناميكي؛ لأن قيمة معامل انتقال الحرارة الكلي لا تعود ثابتة لأجل سقف أو جدار ما معطى، بل تختلف حسب سرعة الهواء المتدفق عبر العزل (الغطاء العازل المتكيف مع الطقس). يختلف العزل الديناميكي عن الجدران المتنفسة. تجب مقارنة الجوانب الإيجابية للعزل الديناميكي مع الطريقة الأكثر تقليدية لتصميم المباني المتمثلة في إيجاد مغلف بناء محكم هوائيًا، وتوفير التهوية المناسبة إما بطريقة التهوية الطبيعية، أو التهوية الميكانيكية مع استرجاع الحرارة. طريقة عزل الهواء في تصميم مغلف المبنى، وبعكس العزل الديناميكي، تنتج مغلف مبنى يوفر أداءً ثابتًا في ما يخص الضياعات الحرارية وخطر تكاثف الماء في الفراغات غير المتعلق بسرعة واتجاه الرياح. تحت ظروف معينة لهبوب الرياح، يمكن أن تكون الضياعات بانتقال الحرارة لمبنى معزول ديناميكيًا أعلى منها لمبنى محكم هوائيًا له نفس سماكة العزل.

## مقدمة
الوظيفة الرئيسية لجدران وسقف المبنى تكمن في العزل المحكم للرياح والمياه. حسب وظيفة المبنى يمكن أن تضاف وظيفة المحافظة على درجات الحرارة الداخلية ضمن مجال حراري مقبول بطريقة موفرة قدر الإمكان للطاقة وانبعاثات ثاني أكسيد الكربون المرافقة.
العزل الديناميكي يطبق عادة في الجدران والأسقف ذات الدعائم الخشبية. هذا يعكس المقولة القديمة السائدة لدى مصممي المباني ومهندسي خدمات البناء «ابنِ بإحكام وهوِّ بإتقان». يتطلب العزل الديناميكي جدران و/أو أسقف/أسطح نفوذة للهواء حتى يستطيع الهواء التدفق من الخارج إلى الداخل عبر العزل في الجدار أو السقف أو السطح عند تخلخل الضغط داخل البناء. الشرح التالي للعزل الديناميكي سيكون، بهدف التبسيط، في ما يخص المناخات المعتدلة أو الباردة ليكون الاستعمال الرئيسي للطاقة بهدف تدفئة الأبنية لا تبريدها. يمكن استثماره في المناخات الحارة لزيادة الفقد الحراري من المبنى.
يلتقط الهواء أثناء تدفقه خلال العزل، عبر ألياف العزل، الحرارة التي توصّل إلى الخارج. يتمكن العزل الديناميكي بالتالي من تحقيق وظيفتي تقليل الفقد الحراري عبر الجدران و/أو السقف مع توفير الهواء المدفّأ مسبقًا للمساحات الداخلية بنفس الوقت. يبدو بالتالي، ظاهريًا، أن العزل الديناميكي يتغلب على السيئة الرئيسية للمغلفات المحكمة هوائيًا والتي تتمثل في أن جودة الهواء الداخلي ستتراجع ما لم يكن هناك تهوية ميكانيكية أو طبيعية. ولكن قد يتطلب العزل الديناميكي أيضًا تهوية ميكانيكية مع استرجاع الحرارة (إم إتش ڤي آر) لاستعادة الحرارة من الهواء الخارج.
يجب وجود مروحة للاستمرار في سحب الهواء عبر الجدران و/أو السقف/السطح؛ لإبقاء ضغط المبنى بحدود 5 إلى 10 باسكال دون الضغط الجوي. يجب تمرير (تهوية) الهواء المسحوب باستمرار عبر الجدار أو السقف إلى الخارج. يمثل هذا فقدًا حراريًا يجب تعويضه. أبسط طريقة لفعل ذلك هي مبادل حراري هوائي (هواء-هواء).

## العلم النظري وراء العزل الديناميكي
يمكن فهم كل الميزات الرئيسية للعزل الديناميكي بدراسة الحالة المثالية للتوصيل الحراري وحيد البعد في الحالة المستقرة، وتدفق الهواء عبر عينة منتظمة من العزل النفوذ للهواء. المعادلة (1)، التي تحدد درجة الحرارة T عند بعد X مقاسة من الجهة الباردة للعزل، مشتقة من كون التدفق الكلي الصافي للحرارة المنتقلة بالتوصيل والحمل عبر عنصر عزل صغير ثابتًا.

| {\displaystyle \lambda {\frac {d^{2}T\left(x\right)}{dx^{2}}}-u\rho _{a}c_{a}{\frac {dT\left(x\right)}{dx}}=0} | \| \| \| \| \| \| \| \| | (1) |
| |                         |     |
| |                         |     |
حيث
u  سرعة الهواء عبر طبقة العزل (م/ثا)
ca  الحرارة النوعية للهواء (J/kg K)
ρa كثافة الهواء (kg/m3)
λa الناقلية الحرارية لطبقة العزل (W/m K)
لأجل البنى الهندسية ثنائية وثلاثية الأبعاد يجب استخدام أدوات ديناميك الموائع الحسابي، لحل معادلات تدفق الموائع بالتزامن مع معادلات الانتقال الحراري عبر وسيط مساميٍّ. يوفر النموذج وحيد البعد المثالي قدرًا كبيرًا من الفهم الفيزيائي لعمليات انتقال الحرارة بالحمل والتوصيل ما يشكل طريقة لاختبار صحة نتائج حسابات طريقة. يُفترض أيضًا التدفق البسيط المستقر وحيد البعد في حساب قيم معاملات الانتقال الحراري المستخدمة لإجراء تقييمات التصميم والموافقة والأداء في الأبنية، وإن النموذج البسيط المستقر وحيد البعد للعزل الديناميكي مناسب لتصميم وتقييم أداء بناء أو عنصر من البناء معزول ديناميكيًا.
العوازل كألواح البولي أوريثان، غير النفوذة للهواء بسبب بنيتها الميكروية، غير المناسبة للعزل الديناميكي. العوازل كالصوف الحجري والزجاجي وصوف الغنم والسيليلوز كلها نفوذة للهواء ويمكن استخدامها بالتالي في الأغلفة المعزولة ديناميكيًا. في المعادلة (1) سرعة الهواء عبر العزل، u تؤخذ كقيمة موجبة عندما يكون تدفق الهواء في الاتجاه المعاكس لتدفق الموصلية الحرارية (جريان غير مباشر أو متعاكس). المعادلة (2) أيضًا تنطبق على حالة التدفق الحراري المستقر عبر جدران متعددة الطبقات.

للمعادلة (1) حل تحليلي

| {\displaystyle {\frac {T\left(x\right)-T_{o}}{T_{L}-T_{o}}}={\frac {e^{\left(Ax\right)}-1}{e^{\left(AL\right)}-1}}} | \| \| \| \| \| \| \| \| | (2) |
| |                         |     |
| |                         |     |
لأجل الشروط الحدية:
T(x) = To  at x = 0
T(x) = TL  at x = L

حيث يُعرّف البارامتر A، المرافق لأبعاد المسافة (الطول)، من العلاقة:

| {\displaystyle A={\frac {u\rho _{a}c_{a}}{\lambda }}} | \| \| \| \| \| \| \| \| | (3) |
|                                                       |                         |     |
|                                                       |                         |     |
يظهر في الشكل Fig 3 المنحني البياني لتدرج درجة الحرارة (بروفيل درجة الحرارة)، يُحسب أيضًا باستخدام المعادلة (2) للهواء المتدفق عبر تجويف جداري من العازل السللوزي بسماكة 0.2 م والذي تبلغ درجة حرارة طرف فيه 20  °C والطرف الآخر 0  °C. اعتُبرت قيمة الموصلية الحرارية للعزل السيللوزي 0.04 W/m2K.

## الجريان المتعاكس
يُظهر الشكل 3 السلوك التقليدي لبروفيل درجة الحرارة عبر عزل ديناميكي يتدفق الهواء فيه بعكس اتجاه تدفق الحرارة. يزداد تقعر المنحني البياني مع ازدياد تدفق الهواء من الصفر. على الجانب البارد من العزل x/L = 0)) يصبح التدرج الحراري أفقيًا بشكل متزايد. بما أن تدفق الحرارة المنتقلة بالتوصيل يتناسب طرديًا مع التدرج الحراري، فإن تقعر منحني درجة الحرارة على الجهة الباردة مؤشر مباشر على الفقد الحراري بالتوصيل عبر جدار أو سقف ما. على الجانب البارد من العزل يقارب التدرج الحراري الصفر وهذا أساس الزعم القائل إن العزل الديناميكي يمكن أن يصل إلى قيمة صفر W/m2K لمعامل الانتقال الحراري.
على الجانب الدافئ من العزل يزداد تقعر التدرج الحراري بازدياد تدفق الهواء. هذا يشير إلى أن الحرارة تتدفق باتجاه الجدار بمعدل أعلى من العزل التقليدي (سرعة الهواء = 0 مم/ثا). للحالة الموضحة للهواء وهو يتدفق عبر العزل بسرعة 1 مم/ثا، فإن قيمة التدرج الحراري للجهة الدافئة من العزل x/L = 1)) هي 621 °C/m مقارنة بـ100 °C/m فقط في حالة العزل التقليدي. هذا يعني أنه في حالة تدفق هواء بسرعة 1 مم/ثا، يمتص السطح الداخلي 6 أضعاف مقدار كمية الحرارة التي يمتصها في حالة العزل التقليدي.
نتيجة هذا أن مقدارًا أكبر بكثير من كمية الحرارة يجب أن يُضخ إلى الجدار إذا كان هناك هواء يتدفق من الخارج. تحديدًا، نظام تدفئة موضعية أكبر بست مرات من ذاك الذي يحتاجه منزل معزول عزلًا تقليديًا. كثيرًا ما يقال إن الهواء الخارجي في حالة العزل الديناميكي يُسخّن باستخدام كمية الحرارة التي كانت ستضيع بكل الأحوال. في هذا تلميح إلى أن الهواء الخارجي يدفأ بواسطة حرارة «مجانية». يدل تناقص درجة حرارة السطح الداخلي على حقيقة أن التدفق الحراري باتجاه الجدار يتزايد مع سرعة الهواء. يتطلب منزل معزول ديناميكيًا أيضًا مبادل حراري هوائي (هواء-هواء) كما في حالة المنزل المحكم هوائيًا. الأخير له ميزة إضافية هي أنه لا يحتاج أنظمة التدفئة الموضعية إلا بالحد الأدنى.